# Snoras
Bankas Snoras AB o simplemente Snoras es un banco comercial de Lituania y en la actualidad operando en los tres países bálticos. Es miembro del grupo financiero Konversbank y cotiza en la bolsa NASDAQ OMX Vilnius.
Bankas Snoras AB fue fundado en 1992 como un banco regional de Šiauliai y renombrado a su nombre actual en 1993. Fue reconocido como el mejor banco de Lituania en 2006 por la publicación financiera The Banker.

## Accionistas
Snoras cotiza en la bolsa NASDAQ OMX Vilnius. Los mayores accionistas, poseyendo más del 5% de las acciones de la compañía son:
- Vladimir Antonov - 67%
- Raimondas Baranauskas - 25%

## Subsidiarias notables
Bankas Snoras AB ha invertido en varios negocios, los más destacados son los siguientes:
- El banco de inversión Finasta[6]
- El banco letón Latvijas Krājbanka

## Inversiones en la industria del automóvil

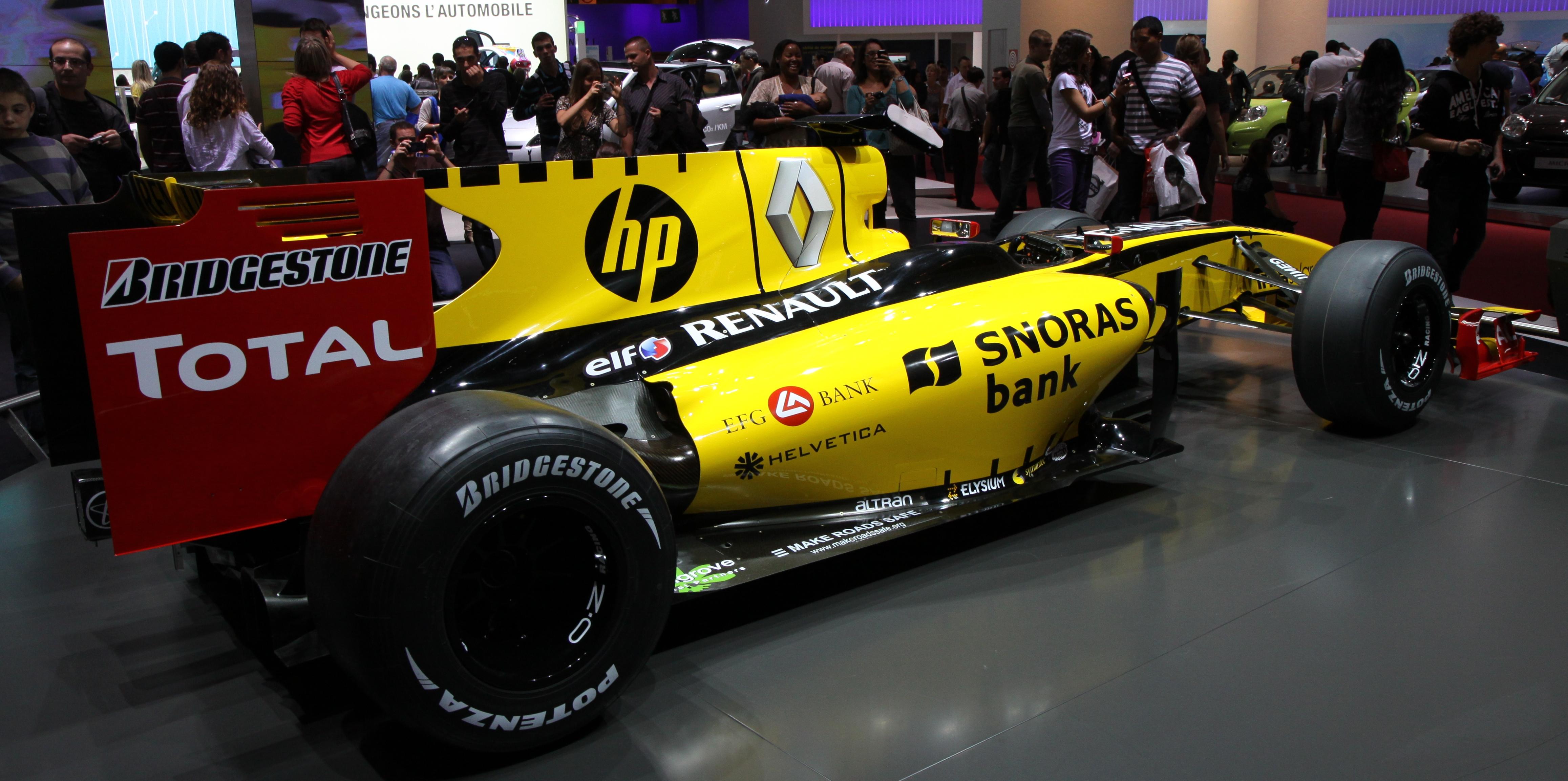
El logotipo de Snoras en el Renault en Fórmula 1.

En 2008, Snoras adquirió el 29.8% de las acciones del fabricante holandés de vehículos deportivos Spyker Cars. En el mismo año, Snoras vendió su participación en Spyker Cars. En 2010, Snoras se convirtió en patrocinador del equipo de Fórmula 1 de Renault, Renault F1.